# Crystal Dynamics

Crystal Dynamics — дочірня студія компанії «Square Enix», що займається випуском та розробленням відеоігор для різних платформ: Panasonic 3DO, PC, PlayStation, PlayStation 2, Nintendo 64, GameCube, Dreamcast і Game Boy Color. Ця компанія займається подальшою розробкою серії ігор Tomb Raider після Core Design. У Crystal Dynamics є 6 конференц-залів, кожен з яких названий на честь найбільш популярних сеттінг-оточень серії Tomb Raider — «Лава», «Сніг», «Під водою», «Небо», «Джунглі» та «Пустеля».

## Історія
Компанія була заснована 1992 році, відразу ж почала випускати продукцію на компакт-дисках. У 1998 році стала дочірнім підприємством Eidos, а пізніше була викуплена Square Enix. Компанія базується в Редвуд-Сіті, Каліфорнія, США. Назва студії походить від процесу кристалізації. Крім того, Crystal Dynamics зупинилася на цій назві, через її скорочення — CD, що співзвучно зі скороченням оптичного носія, на яких відбувалися випуски компанії. Всесвітню популярність отримали завдяки перезапуску серії Tomb Raider. Друга за популярністю була серія ігор Legacy of Kain, що розповідає похмуру історію інфернальних героїв, що живуть в псевдосередньовічному світі.
13 серпня 2018 року стало відомо, що компанія вирішила розширитись та планує відкрити нову студію в місті Беллв'ю, штат Вашингтон.
27 травня 2021 у компанії повідомили, що відкривають нову дочірню студію Crystal Southwest у місті Остін, Техас. Новосформовану команду очолить виконавчий продюсер компанії Даллас Дікінсон, який раніше обіймав посади головного виконавчого директора QC Games, керівника виробництва BioWare та старшого продюсера Sony. Холдингова компанія висловила зацікавленість у сиквелах, ремейках та ремастерах відомих франшиз студії, таких як Tomb Raider та Legacy of Kain. Придбання було завершено 26 серпня 2022 року, активи перейшли під управління CDE Entertainment.

## Випущені проєкти
| Назва                                        | Платформа                                                               | Рік  |
| -------------------------------------------- | ----------------------------------------------------------------------- | ---- |
| Marvel's Avengers                            | Windows, PlayStation 4, Xbox One                                        | 2020 |
| Rise of the Tomb Raider                      | Windows, PlayStation 4                                                  | 2016 |
| Rise of the Tomb Raider                      | Xbox One, Xbox 360                                                      | 2015 |
| Lara Croft and the Temple of Osiris          | PlayStation 4, Windows, Xbox One                                        | 2014 |
| Tomb Raider                                  | PlayStation 3, Windows, Xbox 360                                        | 2013 |
| The Tomb Raider Trilogy                      | PlayStation 3                                                           | 2011 |
| Lara Croft and the Guardian of Light         | PlayStation 3, Windows, Xbox 360, iOS                                   | 2010 |
| Tomb Raider: Underworld                      | PlayStation 3, Windows, Xbox 360, Wii, Nintendo DS, PlayStation 2       | 2008 |
| Tomb Raider: Anniversary                     | PlayStation 2, PSP, Windows, Xbox 360, Wii, Mac OS X, Мобільні телефони | 2007 |
| Tomb Raider: Legend                          | PlayStation 2, PSP, Windows, Xbox, Xbox 360, Nintendo DS, GameCube, GBA | 2006 |
| Project Snowblind                            | Windows, Xbox, PlayStation 2                                            | 2005 |
| Whiplash                                     | Xbox, PlayStation 2                                                     | 2003 |
| Legacy of Kain: Defiance                     | Windows, PlayStation 2, Xbox                                            | 2003 |
| Blood Omen 2: Legacy of Kain                 | Xbox, Windows, PlayStation 2, Nintendo GameCube                         | 2002 |
| Mad Dash Racing                              | Xbox                                                                    | 2001 |
| Legacy of Kain: Soul Reaver 2                | Windows, PlayStation 2                                                  | 2001 |
| Walt Disney World Quest: Magical Racing Tour | Dreamcast, Game Boy Color, PlayStation                                  | 2000 |
| 102 Dalmatians: Puppies to the Rescue        | PlayStation, Dreamcast, Game Boy Color                                  | 2000 |
| Legacy of Kain: Soul Reaver                  | Windows, PlayStation, Dreamcast                                         | 1999 |
| Gex 3: Deep Cover Gecko                      | PlayStation, N64                                                        | 1999 |
| Akuji the Heartless                          | PlayStation                                                             | 1999 |
| The Unholy War                               | PlayStation                                                             | 1998 |
| Gex: Enter the Gecko                         | PlayStation, N64, Windows                                               | 1998 |
| Pandemonium 2                                | PlayStation, Windows                                                    | 1997 |
| Off-World Interceptor Extreme                | PlayStation                                                             | 1997 |
| Titan Wars                                   | PlayStation                                                             | 1995 |
| Slam 'N Jam '96 featuring Magic and Kareem   | PlayStation, Sega Saturn, Windows                                       | 1996 |
| Pandemonium                                  | PlayStation, Saturn, N-Gage, Windows, iPhone OS                         | 1996 |
| Blood Omen: Legacy of Kain                   | Windows, PlayStation                                                    | 1996 |
| Blazing Dragons                              | PlayStation, Sega Saturn                                                | 1996 |
| 3D Baseball                                  | PlayStation, Sega Saturn                                                | 1996 |
| Total Eclipse Turbo                          | PlayStation                                                             | 1995 |
| Solar Eclipse                                | Sega Saturn, не вийшла на 3DO                                           | 1995 |
| Total Eclipse                                | 3DO                                                                     | 1994 |
| The Horde                                    | 3DO, Sega Saturn, SNES, DOS                                             | 1994 |
| Star Control II                              | 3DO                                                                     | 1994 |
| Off-World Interceptor                        | 3DO                                                                     | 1994 |
| Gex                                          | 3DO, Sega Saturn, PlayStation, Windows                                  | 1994 |
| Sample This!                                 | 3DO                                                                     | 1993 |
| Cyberclash                                   | 3DO                                                                     | 1993 |
| Crash n' Burn                                | 3DO                                                                     | 1993 |
| Назва                                        | Платформа                                                               | Рік  |